# Placebo (Michel Huygen)
Placebo ("Huygen’s 30th album") is een studioalbum van Michel Huygen. Subtitel is: Synthetic and energetic music.
Hij nam het op in zijn Neuronium Studio in Barcelona. Het werd uitgegeven door Blanco Y Negro Music in Barcelona (NRCD004).
Huygen bracht voor dit album voornamelijk kosmische muziek uit, meest zonder ritme. Dit album week hierin af, het is sterk ritmisch; het zou de luisteraar energie moeten geven in een combinatie van vroege techno. trance, psychedelische muziek en jazz. Huygen omschreef het als “completely unlike anything I have done so far". Het album betekende een doorstart voor Neuronium Records, rechtmatig al vastgelegd in 1977, maar eigenlijk nooit serieus gebruikt tot Placebo. Het was de bedoeling ook uitgaven van andere musici te verstrekken
Voor de titel wordt verwezen naar het artikel placebo. Het album bevat vier nummers die allemaal hetzelfde hoofdthema hebben. 

## Musici
Michel Huygen speelt alle instrumenten.

## Muziek
| Nr. | Titel                            | Duur  |
| --- | -------------------------------- | ----- |
| 1.  | CyberEnegry (Huygen)             | 31:57 |
| 2.  | Night people (Huygen)            | 16:56 |
| 3.  | Placebo (radio/TV) (Huygen)      | 4:18  |
| 4.  | Homo erectus (radio/TV) (Huygen) | 3:45  |